# Muschimaus mag’s grad heraus
Muschimaus mag’s grad heraus (auch bekannt als  Jagdzeit für Naschkatzen) ist ein 1973 gedrehter deutscher Erotikfilm von Hubert Frank mit Ulrike Butz in der Hauptrolle. Er wurde im April 1974 veröffentlicht.

## Handlung
Die frivole Senta wird aus ihrem Zuhause vertrieben und beschließt, per Anhalter zu fahren. Um einen Fahrer anzuhalten, stellt sie sich nackt an die Straße, so dass ein Fahrer durch die Ablenkung einen Unfall verursacht. Senta wird vor Gericht gestellt; Da sie kein Geld hat, wird sie verurteilt, ihre Memoiren zu schreiben. Sentas Schriften, die von der klassischen erotischen Literatur inspiriert sind, zeigen vor allem ihre früheren sexuellen Begegnungen – dargestellt als Rückblenden – bis zu dem Punkt, an dem sie vor Gericht stand.

## Kritik
„Ein junges Mädchen wird nach wüsten Orgien von einem Richter dazu verurteilt, seine Lebensbeichte niederzuschreiben; der mit Hilfe eines Journalisten verfaßte drastische Bericht läßt, natürlich, einen Bestseller erwarten. Ordinärer Sexklamauk.“